# Pinus maximartinezii
El piñón de Martínez,  maxipiñón o pino azul (Pinus maximartinezii), es un pino piñonero de la familia de las Pinaceaes. Es un árbol pequeño de hasta 15 m de altura, con hojas aciculares de color azuloso. Es endémico del centro de México. Su distribución se confina a una pequeña área del sur de Sierra Madre Occidental, en el sur de Zacatecas, en la llamada Sierra de Morones en los municipios de Juchipila y Teúl de González Ortega. Se encuentra en altitudes moderadas, desde 1,800 a 2,400 msnm y 21° latitud norte, en condiciones de clima seco y templado cálido. Se considera como Amenazado a nivel mundial por la IUCN y en Peligro de Extinción por la Norma Oficial Mexicana 059 de SEMARNAT. 

## Descripción

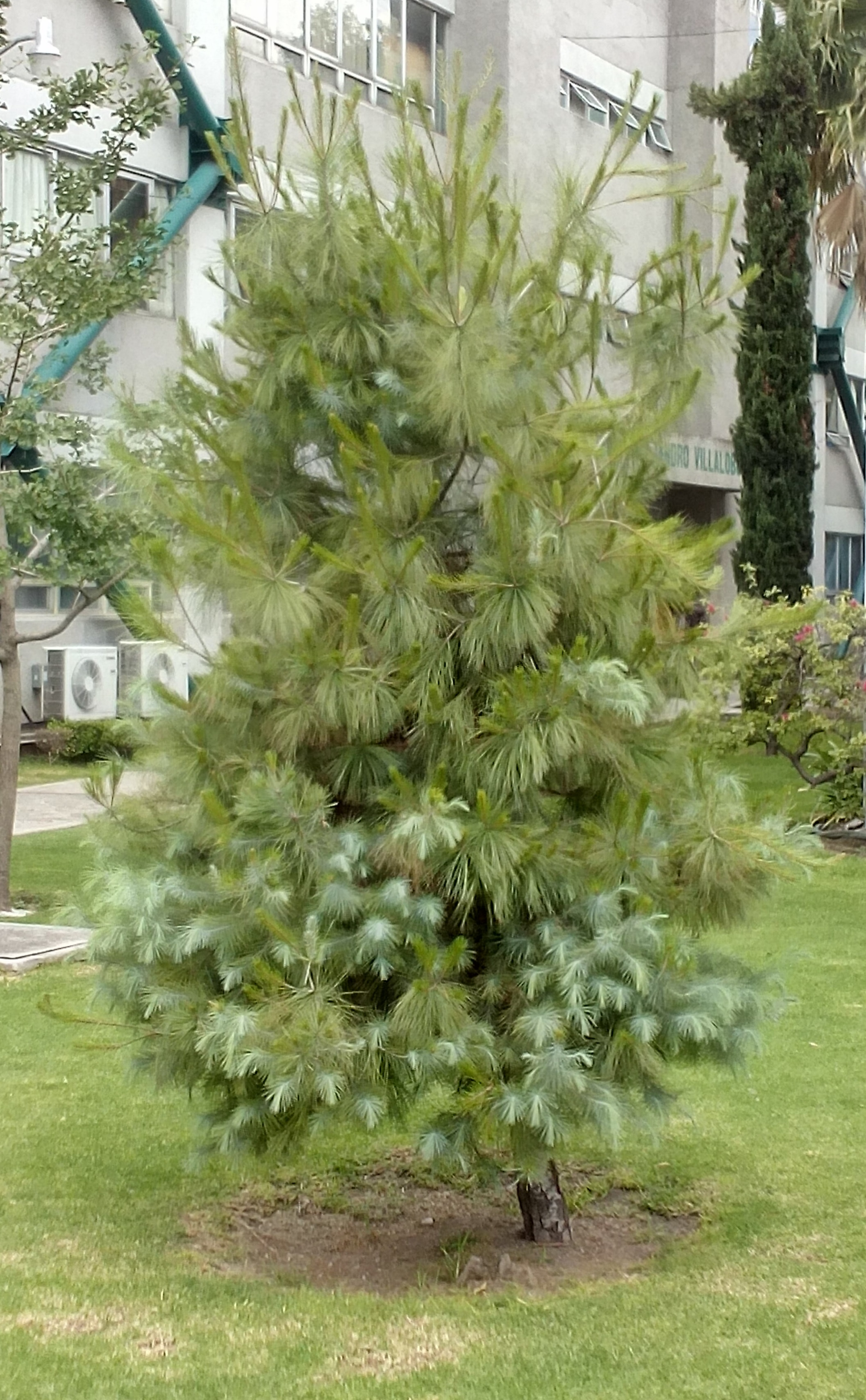
Ejemplar juvenil de P. maximartinezii

Es un pequeño árbol, alcanzando de 5 a 15 m de altura y con un diámetro de tronco de hasta 50 cm. La corteza es de color marrón, gruesa y fisurada en la base del tronco. Las hojas ("agujas") se presentan en fascículos de cinco, delgadas, de 7 a 13 cm de largo y de color verde oscuro a azul-verdoso, con estomas confinados a una banda blanca brillante en las superficies interiores. Los conos son ovoides, masivos, de 15 a 27 cm de largo y 8 a 14 cm de ancho y hasta 2 kg de peso cuando está cerrado, verde al principio, madurando a marrón amarillento cuando alcanza los 26 a 28 meses de edad, de escamas leñosas muy gruesas, típicamente 30 a 60 escamas fértiles. Los conos se abren con una amplitud de 10 a 15 cm cuando madura. Las semillas son de 2 a 3 cm de largo, con una cáscara gruesa, con un ala vestigial de 1 a 2 mm; las plántulas tienen de 18 a 24 cotiledones, el número más alto reportado para cualquier planta.

## Situación
Debido a su aislamiento en un área remota, que escapó al descubrimiento hasta 1964, cuando el botánico mexicano Jerzy Rzedowski se percató de algunos inusualmente piñones de gran tamaño que se venden en los mercados de los pueblos de la zona, e investigó el área para encontrar su fuente. 
Se diferencia de todas las demás especies de piñoneros en que tiene conos muy grandes y semillas grandes. Al igual que otros piñoneros, las semillas son comestibles, lo que representa una amenaza para la supervivencia de la especie, ya que la mayoría de las semillas producidas se recogen, lo que limita la regeneración natural de los pinos.

## Uso en jardinería
Ha comenzado a ser cultivado recientemente y es un árbol muy atractivo como ornamental. El gobierno mexicano ha declarado esta especie en peligro de extinción.